# Polybius

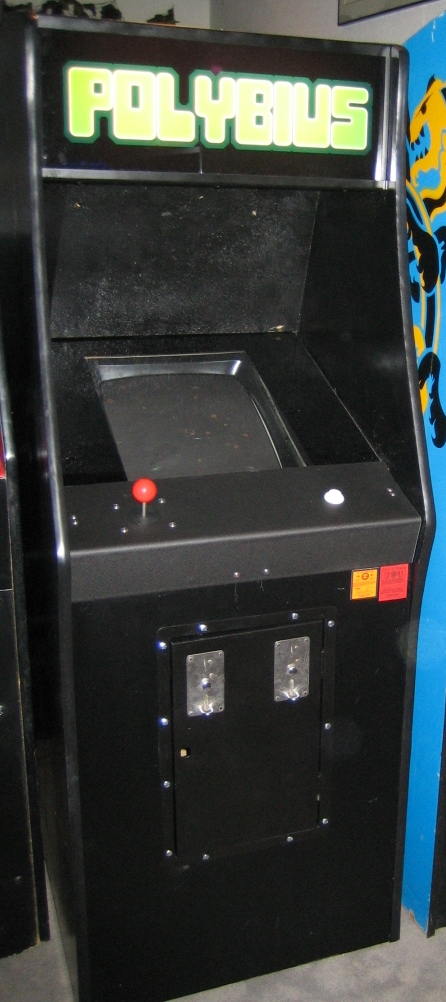
Аркадный автомат Polybius, созданный Rogue Synapse

Polybius — якобы существующая игра для аркадных игровых автоматов, выпущенная в 1981 году и известная благодаря городской легенде, начало распространения которой прослеживается с 2000 года. Не существует авторитетных источников, доказывавших бы факт существования оригинальной версии игры, однако легенда стала источником вдохновения для создания нескольких бесплатных и коммерческих электронных игр с таким же названием.
Городская легенда гласит, что игра являлась частью проводившегося американским правительством краудсорсингового психологического эксперимента, а её игровой процесс вызывал у игроков сильные психоактивные эффекты и игровую зависимость. Несколько размещённых в общедоступных игровых залах автоматов якобы посещались «людьми в чёрном» с целью сбора данных и анализа этих эффектов. Впоследствии все аркадные машины с Polybius якобы исчезли с рынка игровых автоматов.
Своё название Polybius предположительно получила от имени древнегреческого историка Полибия, который был известен своим утверждением, что историки никогда не должны писать о том, что они не могут проверить посредством беседы с очевидцами.

## История

### Городская легенда
Профиль с названием игры был добавлен на Интернет-ресурс coinop.org, посвящённый аркадным автоматам, 6 февраля 2000 года. В записи упоминаются название «Polybius» и 1981 год в качестве даты регистрации авторских прав, хотя на деле авторские права на такое название никогда никем не регистрировались. Автор записи в её описании заявлял, что располагает образом ПЗУ игры и якобы смог извлечь из него текстовые фрагменты, в том числе «1981 Sinneslöschen». Остальная информация об игре помечена в записи как «неизвестная», а в разделе «Об игре» были изложены «причудливые слухи», составившие легенду.
Запись повествует о «неслыханной» новой (на момент выхода) аркадной игре, появившейся в нескольких пригородах Портленда, штат Орегон, в 1981 году, что было редкостью для того времени. Игра описана как пользовавшаяся настоящей популярностью вплоть до зависимости, — вокруг машин якобы выстраивались очереди, в которых часто случались драки для выяснения того, кто будет играть дальше. Городская легенда гласит, что автоматы посещались «людьми в чёрном», собиравшими с них неизвестные данные, предположительно проверяя реакцию на психоактивные эффекты игры. Игроки предположительно страдали от ряда неприятных побочных эффектов, включавших амнезию, бессонницу, ночные ужасы и галлюцинации.
Примерно через месяц после предполагаемого выхода в 1981 году Polybius, как сообщается, бесследно исчез. Бен Сильверман из Yahoo! Games отмечал: «К сожалению, нет никаких доказательств того, что игра когда-либо существовала, а тем более что она превращала своих игроков в лепечущих лунатиков… Тем не менее Polybius имеет культовый статус как атавизм более параноидальной в отношении технологий эры».
Компания, заявленная в большинстве профилей игры её разработчиком, имеет название «Sinneslöschen». Это слово журналистом Брайаном Дэннингом охарактеризовано как «не совсем идиоматически немецкое», означающее «смысловое удаление» или «сенсорная депривация». Такой перевод сделан на основе частей «sinne» — «чувство» и «löschen» — «тушить» или «удалять».
За некоторое время до сентября 2003 года владелец coinop.org направил информацию о Polybius в журнал GamePro. Polybius удостоился довольно значительного внимания в сентябрьском выпуске GamePro в сентябре 2003 года в рамках сюжета о видеоиграх под названием «Тайны и обманы». Статья объявила факт существования игры «неубедительным». Snopes.com отрицает существование игры и рассматривает её как современную версию слухов 1980-х годов о «людях в чёрном», посещавших аркадные залы и записывавших имена результативных игроков в аркады. Это, по мнению источника, привело к гипотезе о том, что правительство проводило какой-то эксперимент и отправляло «подсознательные сообщения» игрокам. Этими сообщениями, в частности, были, по некоторым данным, «Повинуйся!» и «Потребляй!».

### Анализ
Американский скептик и журналист Брайан Дэннинг считает, что Polybius является городской легендой, выросшей из преувеличенных и искажённых слухов о ранней версии игры Tempest, которая вызывала у некоторых игроков проблемы со здоровьем в виде фоточувствительной эпилепсии, морской болезни и головокружения. Он отмечает, что два игрока в Портленде в тот же день в 1981 году почувствовали себя плохо: один слёг с сильной мигренью после игры в Tempest, а другой страдал от болей в желудке после игры в Asteroids после 28-часовой снимавшейся попытки побить мировой рекорд в этой аркаде. Дэннинг также сообщает, что сотрудники ФБР совершили рейд на несколько аркадных залов в этом районе спустя всего десять дней после этих случаев, поскольку владельцы залов подозревались в использовании аркадных машин для азартных игр, а в ходе рейда были задействованы агенты, наблюдавшие за автоматами на предмет признаков несанкционированного доступа к ним и записывавшие высшие результаты, достигнутые игроками. Дэннинг предполагает, что два этих события смешались в появившейся городской легенде о контролируемых правительством аркадных машинах, расстраивающих здоровье игроков. Он считает, что такая легенда должна была возникнуть к 1984 году, поскольку прослеживается в сюжете фильма «Последний звёздный боец», где подросток завербовывается «человеком в чёрном», наблюдавшим за тем, как тот играл в тайно разработанную аркадную игру.
По мнению Дэннинга, «Sinneslöschen» представляет собой пример слова, которое придумал бы не говорящий по-немецки человек, если бы попытался создать сложное слово, используя англо-немецкий словарь.

## Наследие

### Компьютерные игры
В 2007 году компания — разработчик бесплатных игр для PC и создатель аркадных автоматов Rogue Synapse зарегистрировала домен sinnesloschen.com и выложила на нём бесплатную загружаемую игру под названием Polybius для PC. Дизайн игры частично основан на гипотетическом описании реальной аркадной машины Polybius, размещённом на форуме человеком по имени Стивен Роуч, утверждающим, что он работал над созданием оригинала.
Rogue Synapse’s Polybius представляет собой двумерный шутер, похожий на Star Castle, с чрезвычайно интенсивными визуальными эффектами. Кроме того, он в точности дублирует отличительный титульный экран и шрифт, упомянутые в городской легенде, и совместим с PC, установленными внутри аркадных машин. В результате фанаты смогли создать «игровые аркадные машины Polybius» с использованием этой версии, что подпитывало популярность городской легенды. В сообщениях большинства людей, утверждающих, что они нашли «потерянную аркадную машину Polybius», речь идёт именно об этой игре.
Для завершения формирования иллюзии владелец Rogue Synapse доктор Эстиль Ванс основал в 2007 году корпорацию в Техасе с названием Sinnesloschen (без диакритики). Он передал ей товарный знак «Rogue Synapse» и новый зарегистрированный товарный знак «Polybius». Автор не претендует на то, что его версия Polybius является подлинным оригиналом, чётко заявив на своей странице в Интернете, что это «попытка воссоздать игру Polybius в таком виде, в каком она могла существовать в 1981 году».

### Игра для Atari 2600
Крис Тримен, владелец Lost Classics, стал автором игры под названием Polybius для самодельного варианта Atari 2600. Игровой процесс, как утверждает Тримен, не основан на оригинальной игре, и автор выражает сомнение в том, что аппаратное обеспечение Atari 2600 в принципе способно воспроизводить что-либо близкое к заявленной оригинальной аркадной игре. Это простая игра-стрелялка с прицелом, похожая на Star Raiders, за исключением того, что иногда экран мигает подсознательными сообщениями, такими как «DEATH», «PAIN» и «SUFFER». Тримен продал игру 5 октября 2013 года в Portland Retro Gaming Expo ограниченным тиражом в 30 картриджей.

### Игра для PlayStation 4
В 2016 году компания Llamasoft анонсировала игру под названием Polybius для приставки PlayStation 4 с поддержкой PlayStation VR. Polybius был добавлен в магазин PlayStation во вторник 9 мая 2017 года. В рамках начальной части маркетинговой кампании соавтор Джефф Минтер утверждал, что ему якобы разрешили поиграть на оригинальной аркадной машине Polybius на складе в Бэйсингстоке. Позднее он признался, что игра была вдохновлена городской легендой, но не пытается воспроизводить предполагаемый игровой процесс оригинала.

## В массовой культуре
Отсылки к легенде Polybius нашли отражение в ряде телесериалов и телепередач. В частности, в эпизоде мультсериала «Симпсоны» под названием «Please Homer, Don’t Hammer ’Em», вышедшем в 2006 году, автомат Polybius представлен стоящим в зале со старыми аркадными машинами 1970-х и 1980-х годов, с одной кнопкой и написанными на нём словами «собственность правительства США», что является отсылкой к городской легенде. Согласно сюжету эпизода, за автоматом ведут наблюдения «люди в чёрном», которые его неоднократно изымали.
Легенда о Polybius фигурирует в Doomsday Arcade — видеосериале, выпускаемом журналом The Escapist. Она также является частью сюжетной подоплёки в романе «Armada: The Novel» Эрнеста Клайна.
Безуспешные попытки розыска оригинальной версии игры стали сюжетом непродолжительного американского телесериала Blister.
Была также основой четвёртой серии первого сезона сериала «Измерение 404».
150 серия интернет-шоу AVGN была посвящена игровому автомату Polybius.
Версия игры для Playstation 4 появляется в клипе Less Than американской индастриал-рок-группы Nine Inch Nails.
Также автомат Polybius появляется на заднем плане в одной и сцен 5 эпизода сериала «Ло́ки» под названием «Путешествие в тайну». Это «камео» вызвало бурное обсуждение в социальных сетях, в том числе потому, что игра кажется катастрофически неотъемлемой частью мультивселенной и является ключевым примером взаимодействия Локи с заговором и реальностью.

## Комментарии
1. ↑  Хотя Coinop указывает датой создания страницы 1998 год, она, по-видимому, была установлена по умолчанию на эту дату, а дата её появления в базе данных неизвестна.